# 4-й Сибирский армейский корпус
4-й Сибирский армейский корпус — воинское соединение Русской императорской армии.
Управление корпуса сформировано в марте 1904 года на время русско-японской войны 1904—1905 гг., расформировано 15 мая 1906 года. В 1910 году сформирован вновь.
Входил в состав Приамурского военного округа.

## Состав
Состав на март 1904:
- 2-я Сибирская пехотная дивизия
  - 5-й Сибирский пехотный Иркутский полк
  - 6-й Сибирский пехотный Енисейский полк
  - 7-й Сибирский пехотный Красноярский полк
  - 8-й Сибирский пехотный Томский полк
- 3-я Сибирская пехотная дивизия
  - 9-й Сибирский пехотный Тобольский полк
  - 10-й Сибирский пехотный Омский полк
  - 11-й Сибирский пехотный Семипалатинский полк
  - 12-й Сибирский пехотный Барнаульский полк

Состав на 18.07.1914:
- 9-я Сибирская стрелковая дивизия
  - 1-я бригада
    - 33-й Сибирский стрелковый полк
    - 34-й Сибирский стрелковый полк

  - 2-я бригада
    - 35-й Сибирский стрелковый полк
    - 36-й Сибирский стрелковый полк

  - 9-я Сибирская стрелковая артиллерийская бригада
- 10-я Сибирская стрелковая дивизия
  - 1-я бригада
    - 37-й Сибирский стрелковый полк
    - 38-й Сибирский стрелковый полк

  - 2-я бригада
    - 39-й Сибирский стрелковый полк
    - 40-й Сибирский стрелковый полк

  - 10-я Сибирская стрелковая артиллерийская бригада
- 4-й Сибирский мортирно-артиллерийский дивизион
- 6-й Сибирский сапёрный батальон

## Боевые действия в Первой мировой войне
Мобилизация дивизий корпуса началась только 28 октября 1914 года. В декабре 1914 года — январе 1915 года корпус прибыл на фронт. 
В январе–июле 1915 года корпус входил в состав 12-й армии и действовал на Северо-Западном фронте. 
В августе 1915 года — июне 1916 года корпус входил в состав 2-й армии, в июне —сентябре 1916 года — в состав 3-й армии и действовал на Западном фронте. Участвовал в Виленской операции в августе - сентябре 1915 г.
В сентябре — декабре 1916 года корпус входил в состав 8-й армии и действовал на Юго-Западном фронте. На завершающем этапе Брусиловского прорыва участвовал в попытках наступления на ковельском направлении в сентябре 1916 года, где понёс большие потери.
В декабре 1916 года — декабре 1917 года корпус входил в состав 6-й армии и действовал на Румынском фронте. 
Корпус активно действовал в ходе Летнего наступления 1917 г.

## Командирование корпуса

### Командиры корпуса
- 09.02.1904 — 26.10.1905 — генерал-лейтенант Зарубаев, Николай Платонович
- 11.05.1912 — 07.08.1913 — генерал-лейтенант (с 06.12.1912 генерал от артиллерии) Нищенков, Аркадий Никанорович
- 07.08.1913 — 08.05.1915 — генерал-лейтенант Саввич, Сергей Сергеевич
- 08.05.1915 — 01.10.1915 — генерал от инфантерии Сычевский, Аркадий Валерианович
- 02.10.1915 — 10.04.1917 — генерал от инфантерии Сирелиус, Леонид-Отто Оттович
- 10.04.1917 — 18.05.1917 — генерал-лейтенант Баранов, Пётр Михайлович
- 18.05.1917 — 07.09.1917 — генерал-лейтенант Корольков, Георгий Карпович
- 07.09.1917 — хх.хх.хххх — генерал-лейтенант Соколов, Владимир Иванович

### Начальники штаба корпуса
- 23.02.1904 — 11.06.1906 — генерал-майор Вебель, Фердинанд Маврикиевич
- 12.05.1917 — 08.07.1917 — полковник Аджиев, Павел Павлович
- 10.07.1917 — 16.11.1917 — генерал-майор Аппельгрен, Арвид Конрадович
- 30.11.1917 — 28.02.1918[8] — генерал-майор Середин, Константин Хрисанфович

### Начальники артиллерии корпуса
В 1910 году должность начальника артиллерии корпуса была заменена должностью инспектора артиллерии.
Должность начальника / инспектора артиллерии корпуса соответствовала чину генерал-лейтенанта. Лица, назначаемые на этот пост в чине генерал-майора, являлись исправляющими должность и утверждались в ней одновременно с производством в генерал-лейтенанты.
- 13.02.1904 — 19.05.1906 — генерал-майор (с 11.06.1905 генерал-лейтенант) Осипов Николай Васильевич
- 26.07.1910 — 21.01.1913 — и. д. генерал-майор Блюмер, Каспар Николаевич
- 02.02.1913 — 23.04.1915 — генерал-майор (с 14.04.1913 генерал-лейтенант) Горячев, Дмитрий Андреевич
- 23.04.1915 — 27.05.1917 — и. д. генерал-майор Гавришев, Дмитрий Григорьевич
- 27.05.1917 — 14.12.1917 — и. д. генерал-майор Столбин, Борис Иванович